# نمای دید پرنده
نمای دید پرنده (به انگلیسی: Bird's-eye View) حالت نگاه کردن از بالا به یک شی، اشیا، افراد و ... . این نما معمولاً در بلوپرینت، نقشه‌ها و نقشه‌های ساختمانی استفاده می‌شود.
در صنعت سینما و تصویر نیز این نما را بکار می‌برند. در این نما به دلیل کاهش عمق تصویر، جسم مد نظر، کوچک‌تر و مچاله شده به چشم می‌آید و معمولاً برای نمایش حس تحقیر و یاس در کاراکتر استفاده می‌شود.

## نگارخانه

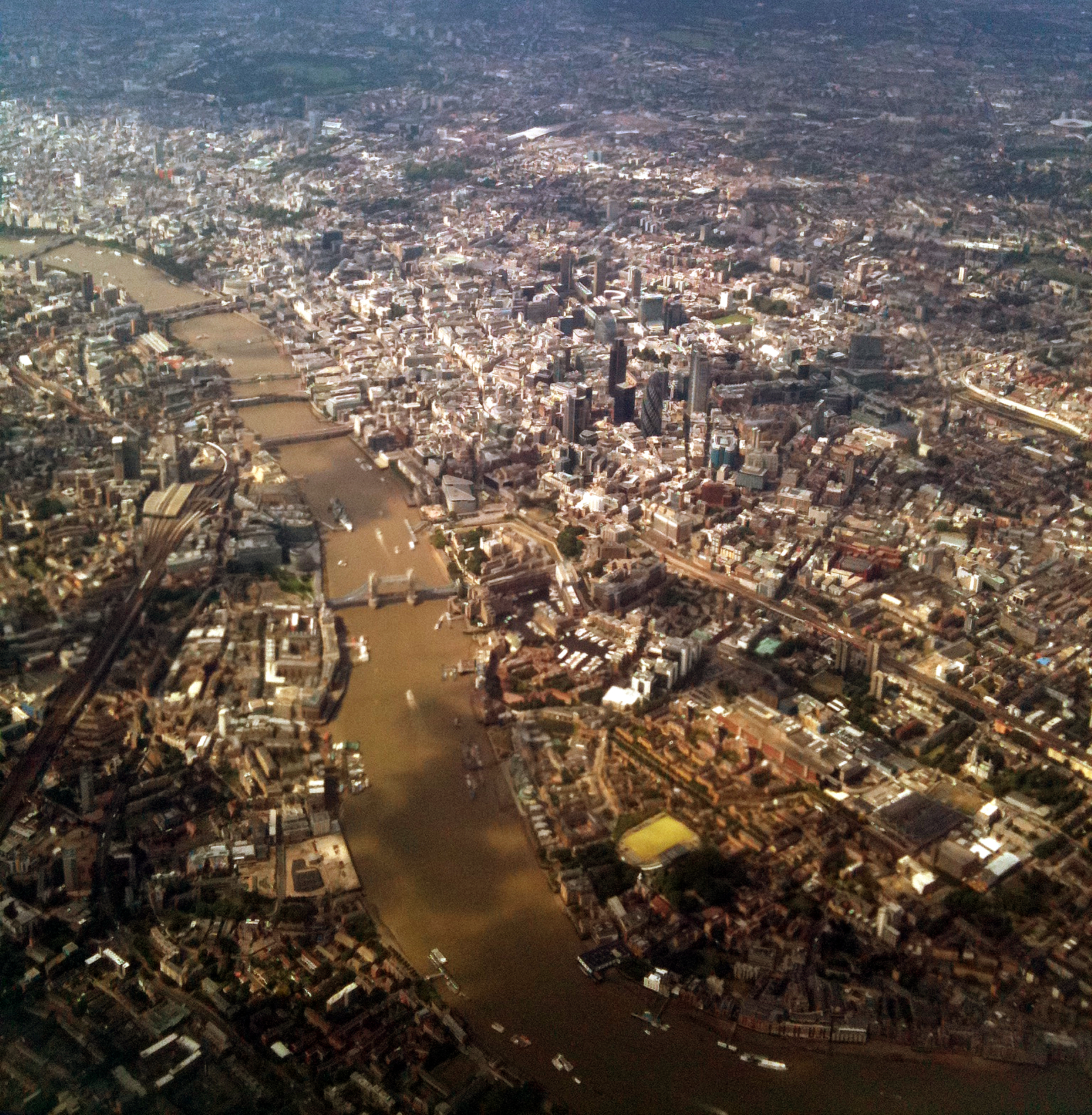
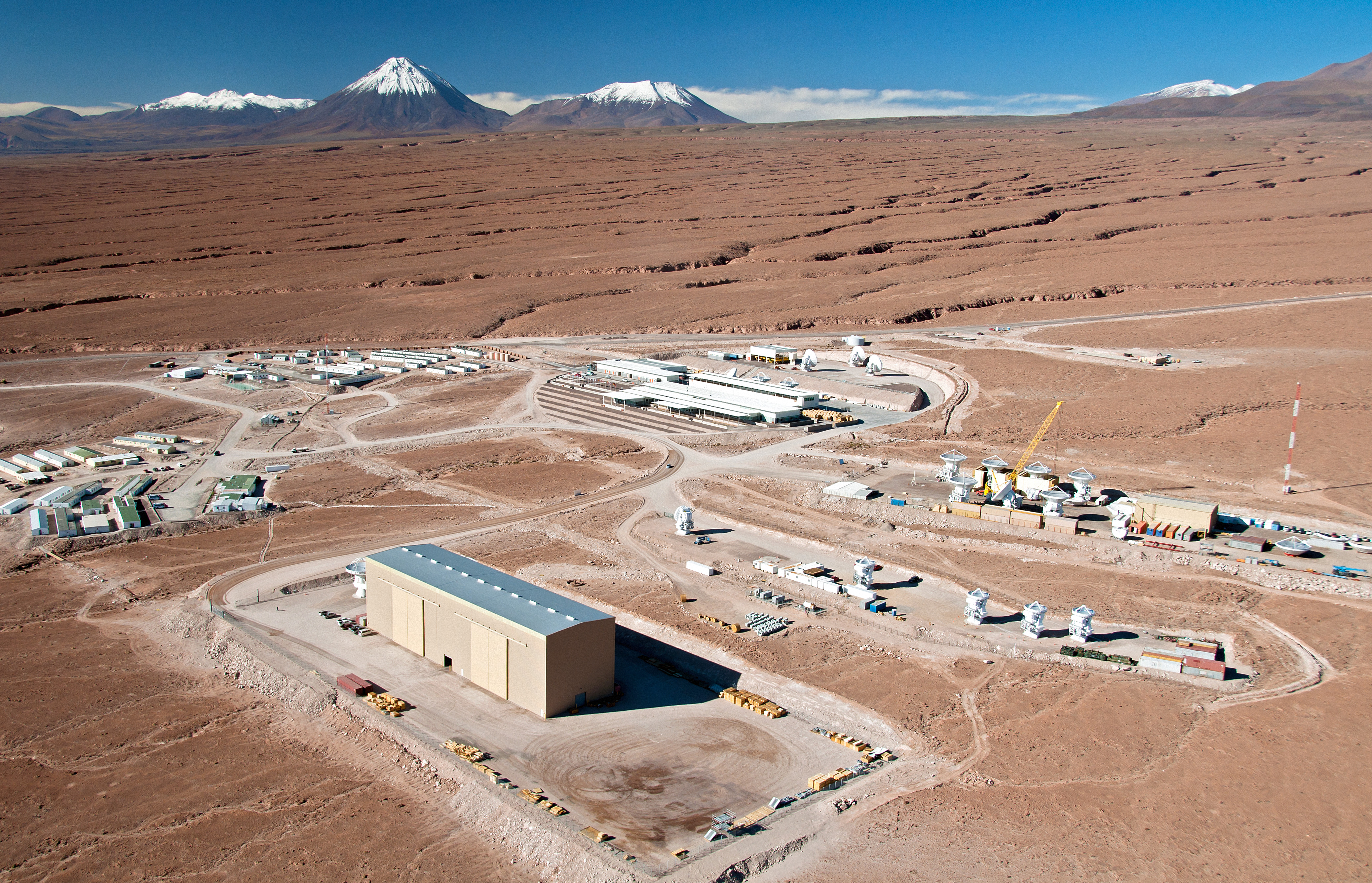
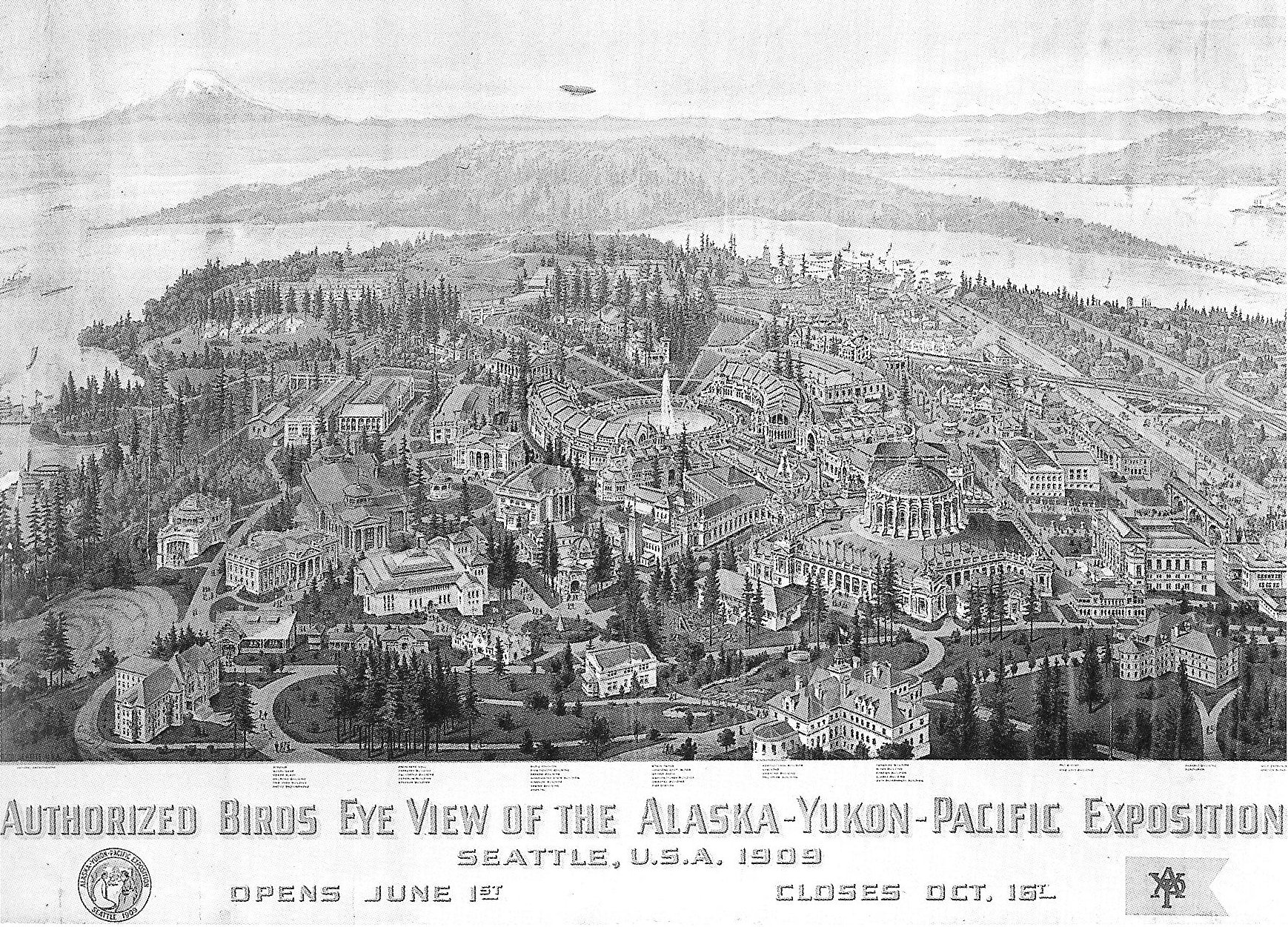
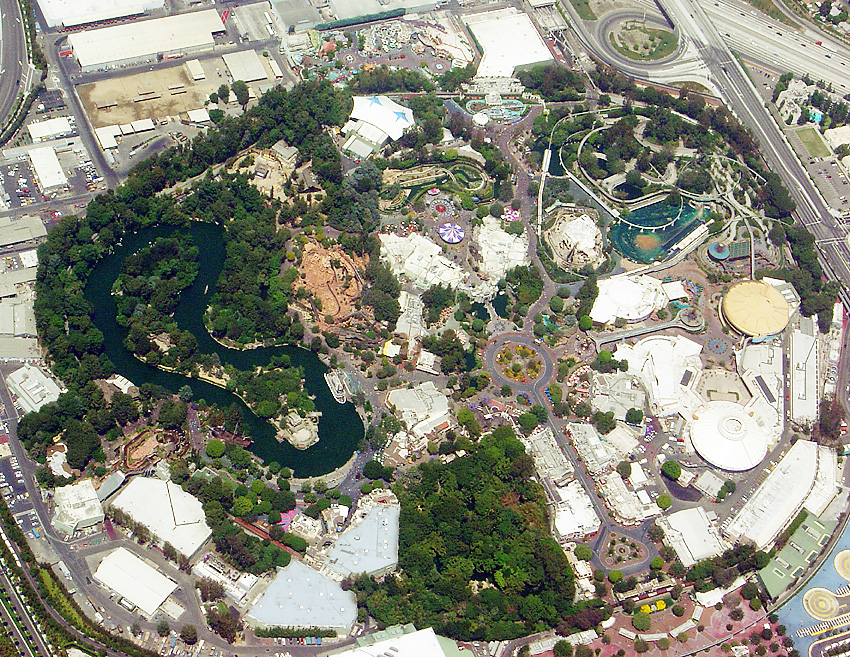